# Szeflera parasolowata
Szeflera parasolowata, szeflera promieniolistna (Schefflera actinophylla Endl. Harms) – gatunek drzewa z rodziny araliowatych. Pochodzi z północnej Australii i Nowej Gwinei, powszechnie występuje w strefie tropikalnej. Strefy mrozoodporności: 10-11.

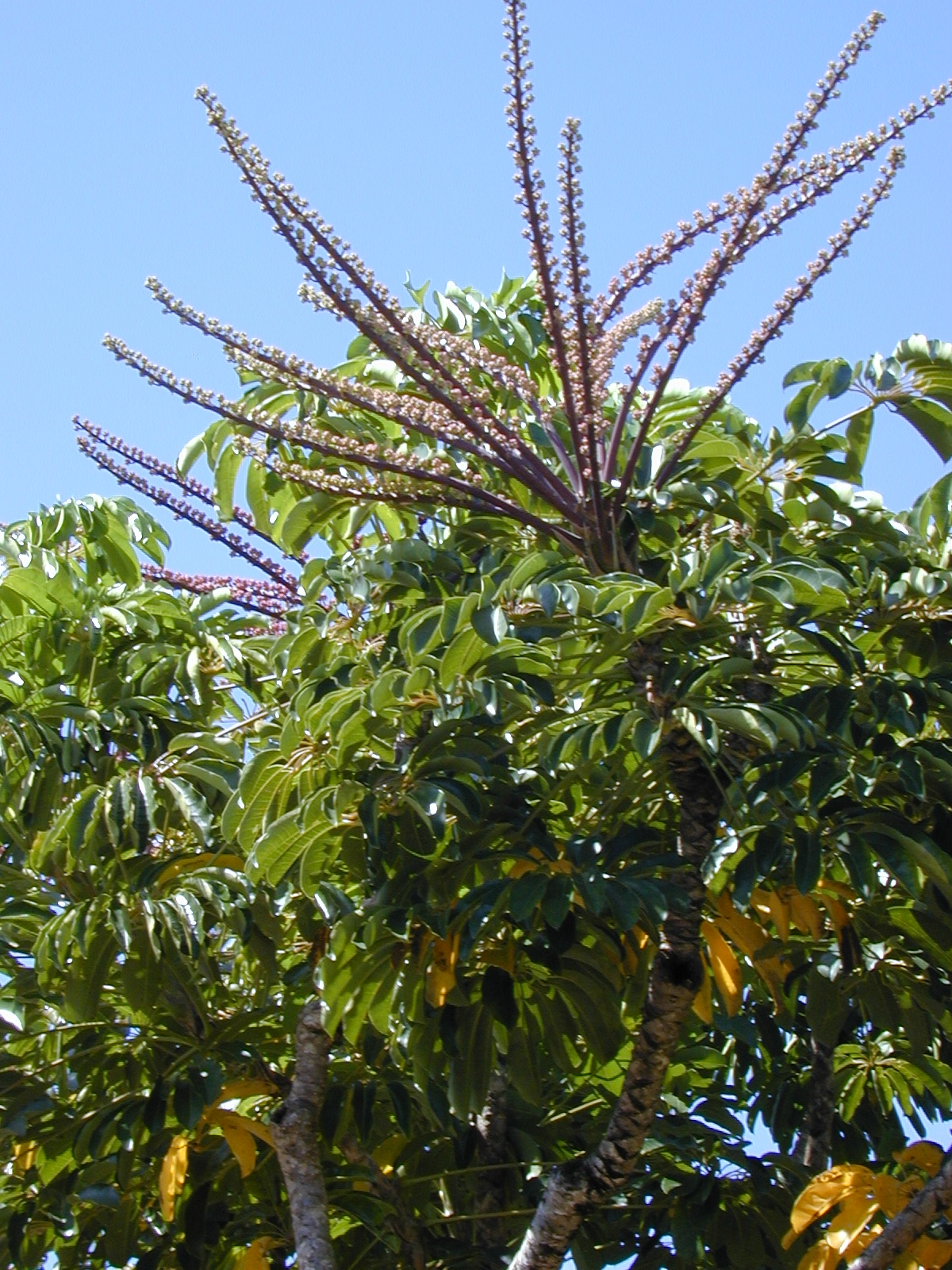
Kwiatostany

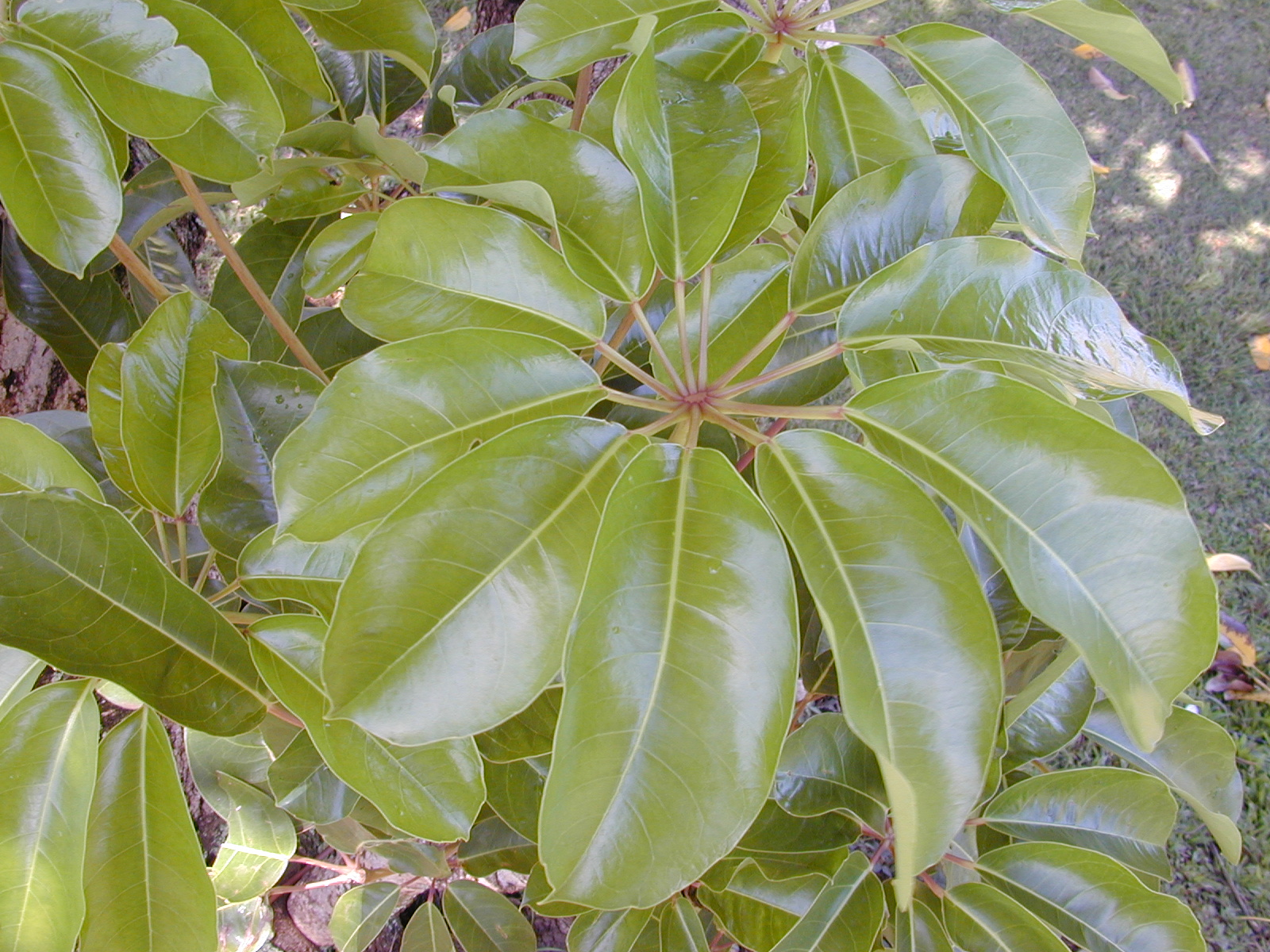
Liście

## Morfologia
PokrójWiecznie zielone, szybko rosnące, nisko rozgałęziające się drzewo osiągające do 16 m wysokości. W uprawie zazwyczaj jako krzew. Niekiedy rośnie jako epifit na skalach lub na innych drzewach, sięgając ziemi korzeniami powietrznymi. Kora jasnobrązowa, pokryta poprzecznymi bliznami liściowymi.
LiścieDłoniaste, o średnicy do 60 cm, złożone z kilku lub kilkunastu listków o długości do 30 cm. Blaszki liściowe błyszczące, skórzaste, zwieszone. Liście stanowią pokarm kangurów nadrzewnych.
KwiatyDrobne, kubeczkowate, osadzone na długich do osiach kwiatostanowach, ułożonych również promieniście ponad liśćmi, przypominających macki ośmiornicy, stąd zwyczajowa nazwa angielska Octopus Tree. Płatki i pręciki intensywnie czerwone.
OwoceNiewielkie soczyste pestkowce z kilkoma nasionami, purpurowe do czarnych, chętnie jedzone przez nietoperze i ptaki.

## Zastosowanie
- Powszechnie sadzona jako drzewo ozdobne w miastach. Niekiedy gatunek inwazyjny (Hawaje, Floryda).
- W klimacie umiarkowanym popularna roślina doniczkowa.
- Kora posiada słabe właściwości pobudzające i narkotyczne, używana podczas ceremonii religijnych w Oceanii, dawniej również przed bitwami.
- Kora znajduje zastosowanie w medycynie, zawiera związki terpenowe regulujące poziom cukru we krwi.